# Костёл Святых Петра и Павла (Вильнюс)
Костёл Святы́х Петра́ и Павла́, Костёл Святых апостолов Петра и Павла, Šventų apaštalų Petro ir Pauliaus bažnyčia, Šventų apaštalų Petro ir Povilo bažnyčia, kościół Śwętych Piotra i Pawła — римско-католический приходской костёл Вильнюсского деканата; памятник архитектуры XVII века (в советский период памятник архитектуры всесоюзного значения); относится к самым выдающимся памятникам барокко Литвы и поэтому нередко называется «жемчужиной барокко». Ансамбль построек монастыря (здания храм и монастыря, а также ограда с воротами) включён в Реестр культурных ценностей Литовской Республики (уникальный код объекта 3, до 2005 G353K, ранее AtR1 ), охраняется государством как объект национального значения. Располагается в самом начале улицы Антакальнё (Antakalnio g. 1/1) в Вильнюсе. Службы на литовском и на польском языках.

## История

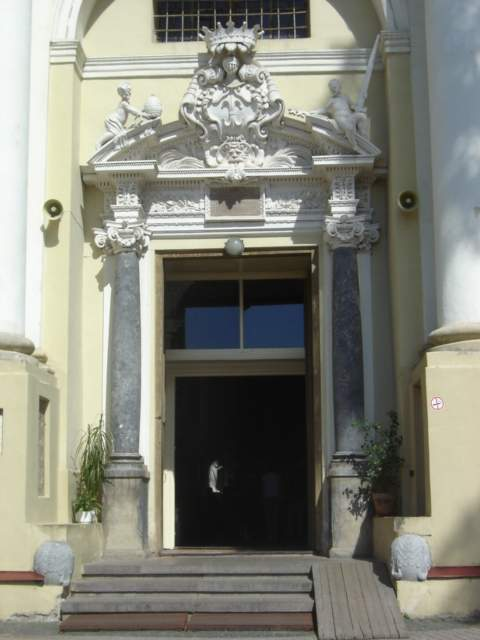
Портал

По традиции считается, что в этом месте находилось языческое святилище богини Милды (Мильды). Предполагается, что на месте нынешнего храма уже во времена Ягайло был построен деревянный костёл, сгоревший в 1594 году. В 1609—1616 годах было выстроено новое, также деревянное, здание. Оно было разрушено во время войны с Россией 1655—1661 годов.
Основатель нынешнего костёла — влиятельный магнат, великий гетман литовский Михал Казимир Пац, заложивший храм в исполнение обета, данного за своё избавление при бунте в войске, и в ознаменование освобождения Вильны от захватчиков. Строительство было начато зодчим из Кракова Яном Заором в 1668 году. C 1671 года строительством руководил итальянец Джамбаттиста Фредиани.
К 1676 году храм был построен (стены были возведены уже в 1674 году, в 1675 году выведен купол). В следующем году началось строительство монастыря латеранских каноников (августинцев), примыкающего к костёлу и составившего с ним единый комплекс, и отделка интерьера под руководством итальянских мастеров Джованни Пьетро Перти (Перетти) из Милана и Джованни Мариа Галли из Рима.

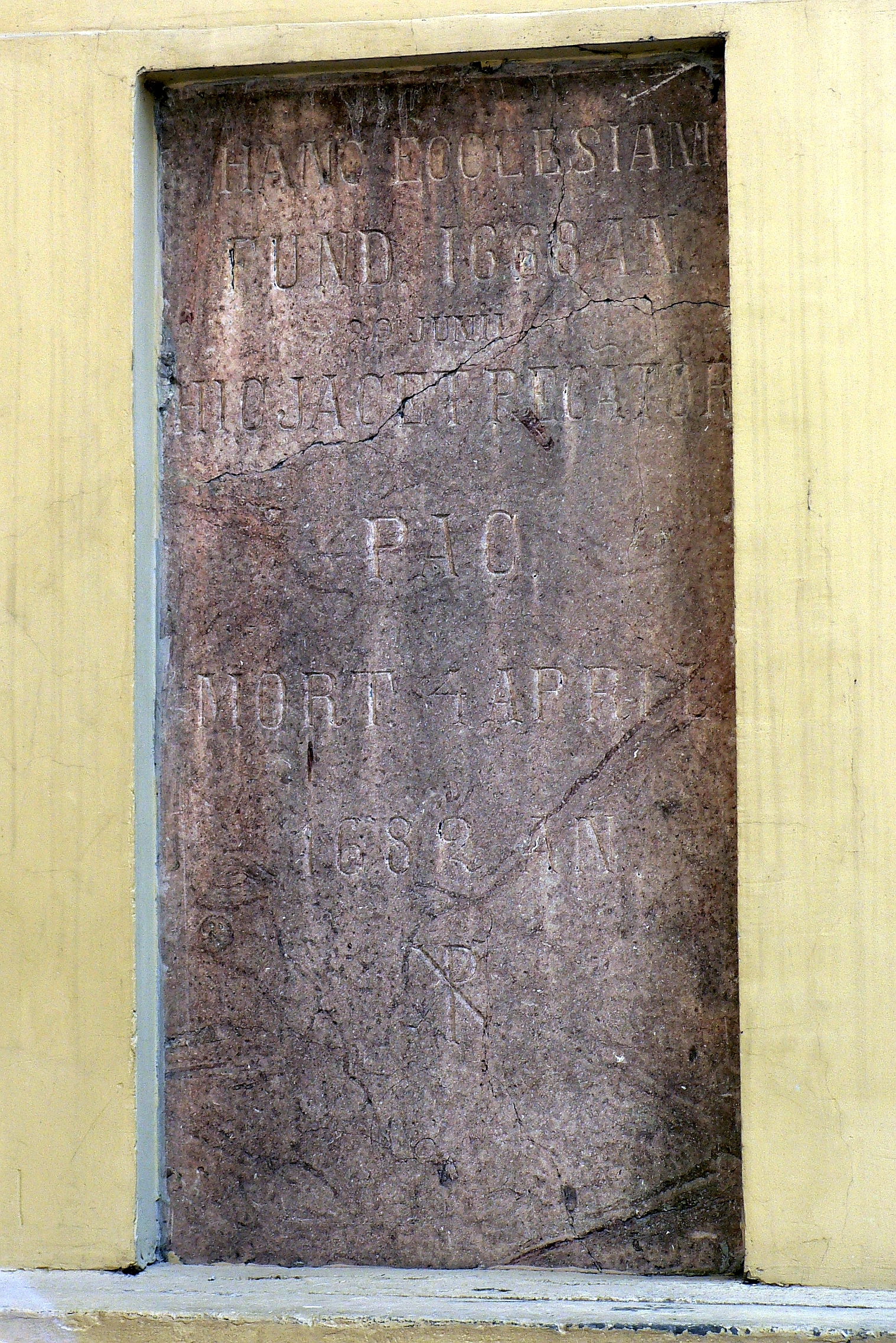
Надгробная плита Паца

Пац в 1682 году умер, не дождавшись завершения начатого с размахом украшения храма. Перед смертью он завещал похоронить себя под порогом костёла под плитой с надписью „Hic iacet peccator“ («Здесь лежит грешник»). Спустя сто лет в конце XVIII века удар молнии расколол надгробную плиту. Она была вмурована в стену справа от входа, гроб гетмана был закрыт плитой без надписи. В костёле в 1808 году монахами был сооружён памятник Пацу с эпитафией на латинском языке.
Тщеславие великого гетмана Казимира Паца, назвавшего себя грешником, тем не менее было удовлетворено надписью на фронтоне церкви с недвусмысленным намеком на ее благотворителя: «Rеgina pacis funda nos in pace», что в переводе с латыни значит: «Королева мира, укрепи нас в мире» и дважды напоминает фамилию Пац.

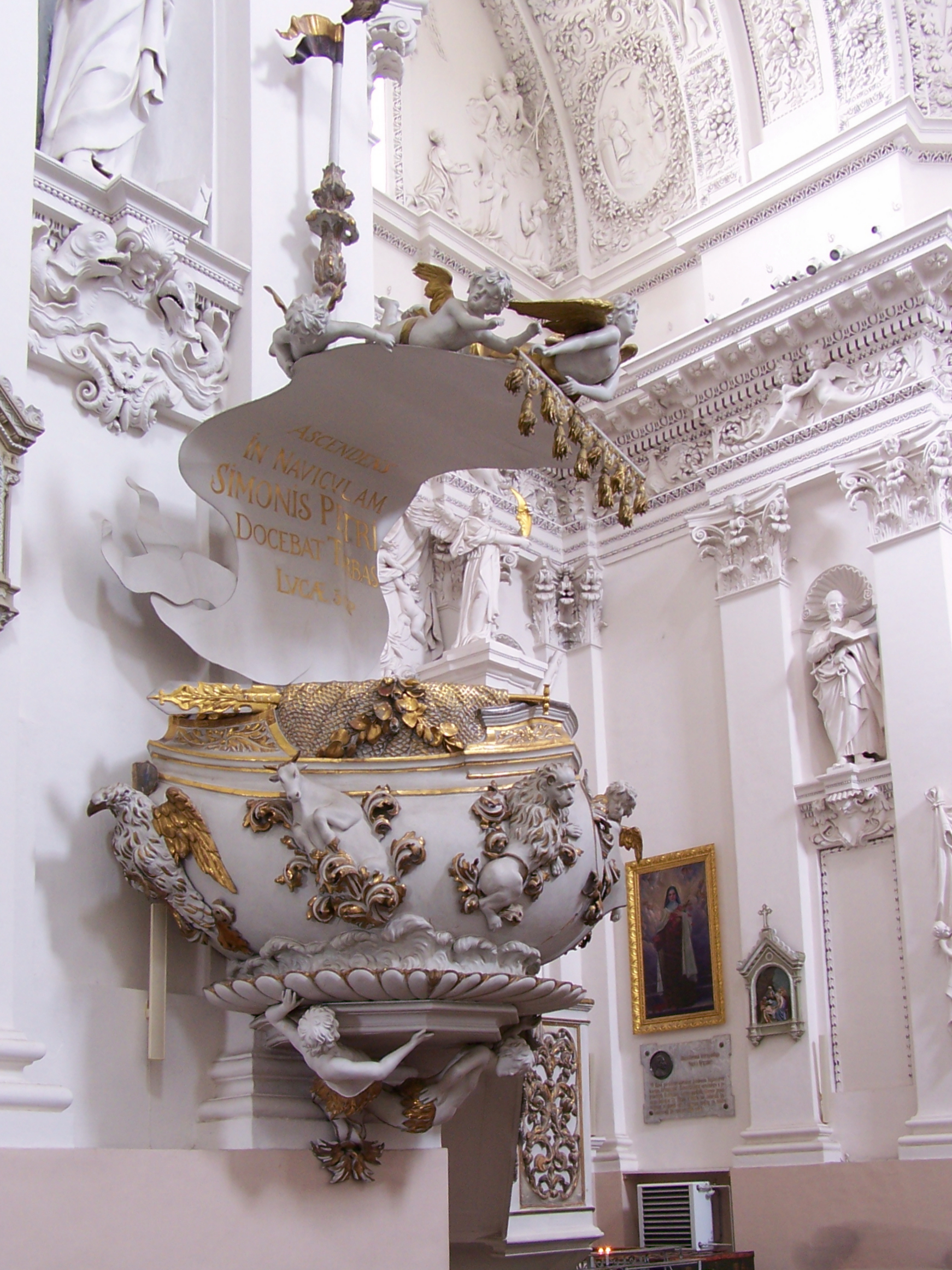
Амвон

В начале XIX века Джованни Беретти и Никола Пиано из Милана ремонтировали храм и соорудили амвон в стиле рококо.
На просторной площадке перед костёлом в день храмового праздника святых апостолов Петра и Павла (29 июня) проходили многолюдные ярмарки (до 1940 года). В помещениях прилегающего монастыря (ул. Сапегос, бывшая Суворова) в XIX веке были устроены казармы российской армии. В период между двумя мировыми войнами их занимала польская армия. После Второй мировой войны здесь же размещалось Вильнюсское пехотное училище, а с 1953 года Вильнюсское высшее командное училище радиоэлектроники ПВО.
Реставрационные работы 1871—1878, 1901—1902, 1944—1946 годов значительных изменений в облик храма не вносили. В 1954 году кровля всего храма была покрыта новой жестью. В 1968 году было введено центральное отопление. В 1969—1974 годах были перекрашены наружные стены.
После Второй мировой войны в костёл Петра и Павла в 1953 году были перенесены мощи святого Казимира из кафедрального собора святого Станислава, превращённого советскими властями в склад, затем в Картинную галерею. Реликвия была установлена в главном алтаре храма. До возвращения кафедрального собора верующим и торжественного переноса в собор мощей святого Казимира в 1989 году костёл Петра и Павла выполнял функцию главного католического храма Вильнюса.
Площадь перед костёлом названа именем папы римского Иоанна Павла II, посетившего Литву в 1993 году.

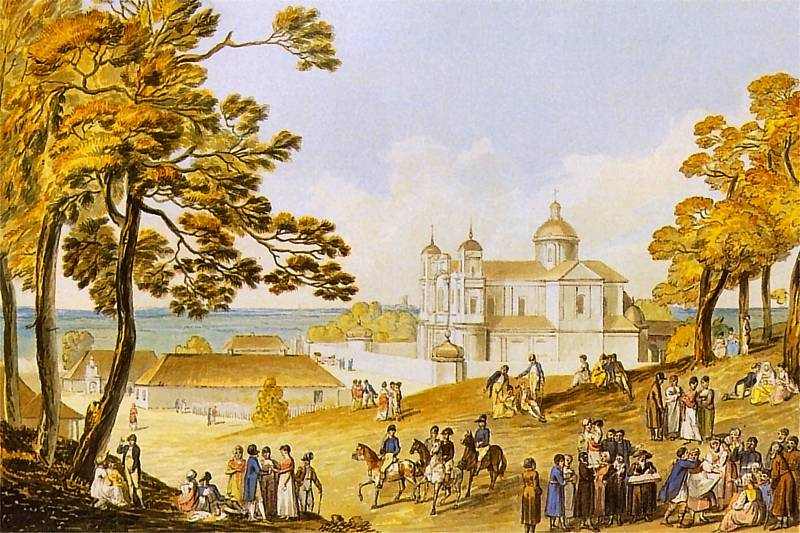
Юзеф Пешка. Антоколь (1895)

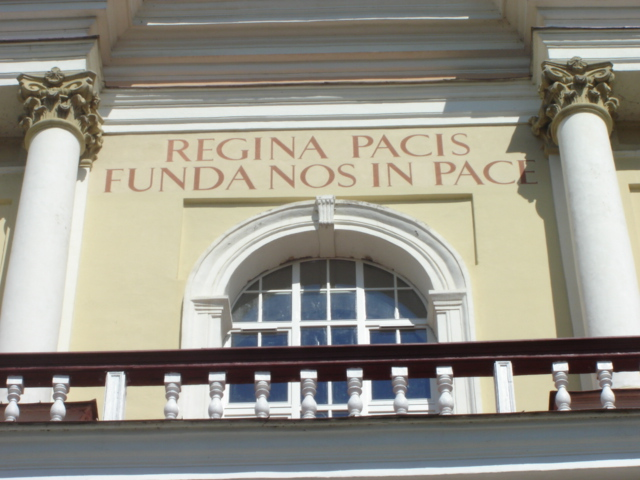
Балюстрада балкона и надпись

## Архитектура
Построенный далеко за тогдашней чертой города, костёл для безопасности был окружён стеной с башнями-часовнями по углам. Храм базиликальный, прямоугольного плана с формой латинского креста в основе. Над пересечением трансепта с центральным нефом располагается купол с фонарём. Главный фасад фланкирован двумя башнями, круглыми в первом ярусе и восьмигранными в верхних ярусах.
Снаружи церковь выглядит довольно скромно. Горизонтальные карнизы разделяют фасад на два яруса. Двухъярусный фасад украшают строгие колонны (вместо обычных для барочной архитектуры пилястров), треугольный фронтон, по композиции близкий классическому портику, с рельефом, символизирующим мир, в нише, декоративно оформленный портал и открытый балкон с деревянной балюстрадой. По бокам слева и справа от большого окна и балкона в нишах фигуры святого Августина и святого Станислава.
Надпись вверху второго яруса над входом на латинском языке „REGINA PACIS FUNDA NOS IN PACE“ («Королева мира, укрепи нас в мире») обыгрывает родовое имя фундатора Паца. Портал обрамляют колонны из имитации мрамора. Над входом помещён картуш с родовым гербом Пацев — двойная лилия с кольцом (Гоздава).

## Интерьер

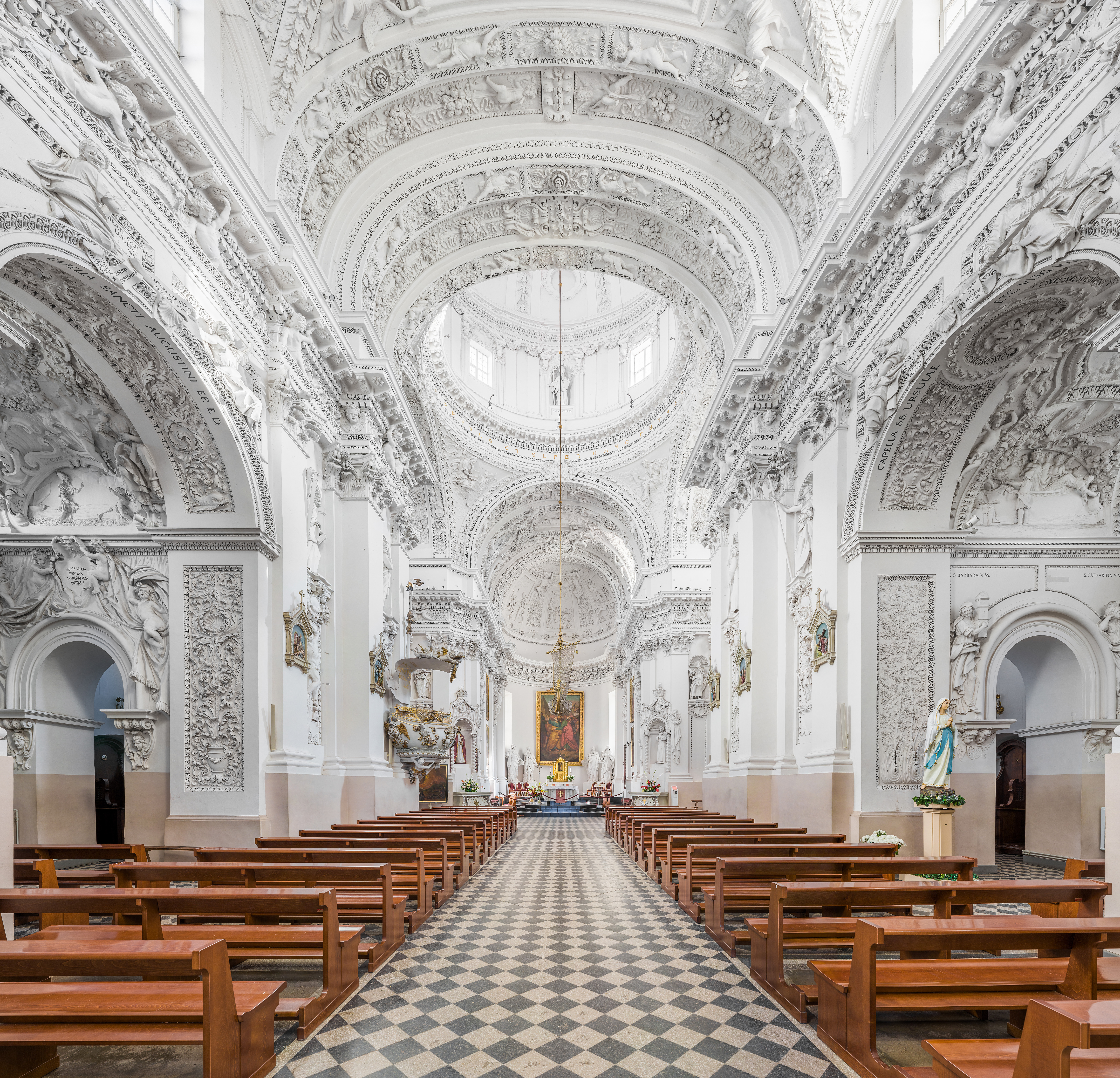
Центральный неф

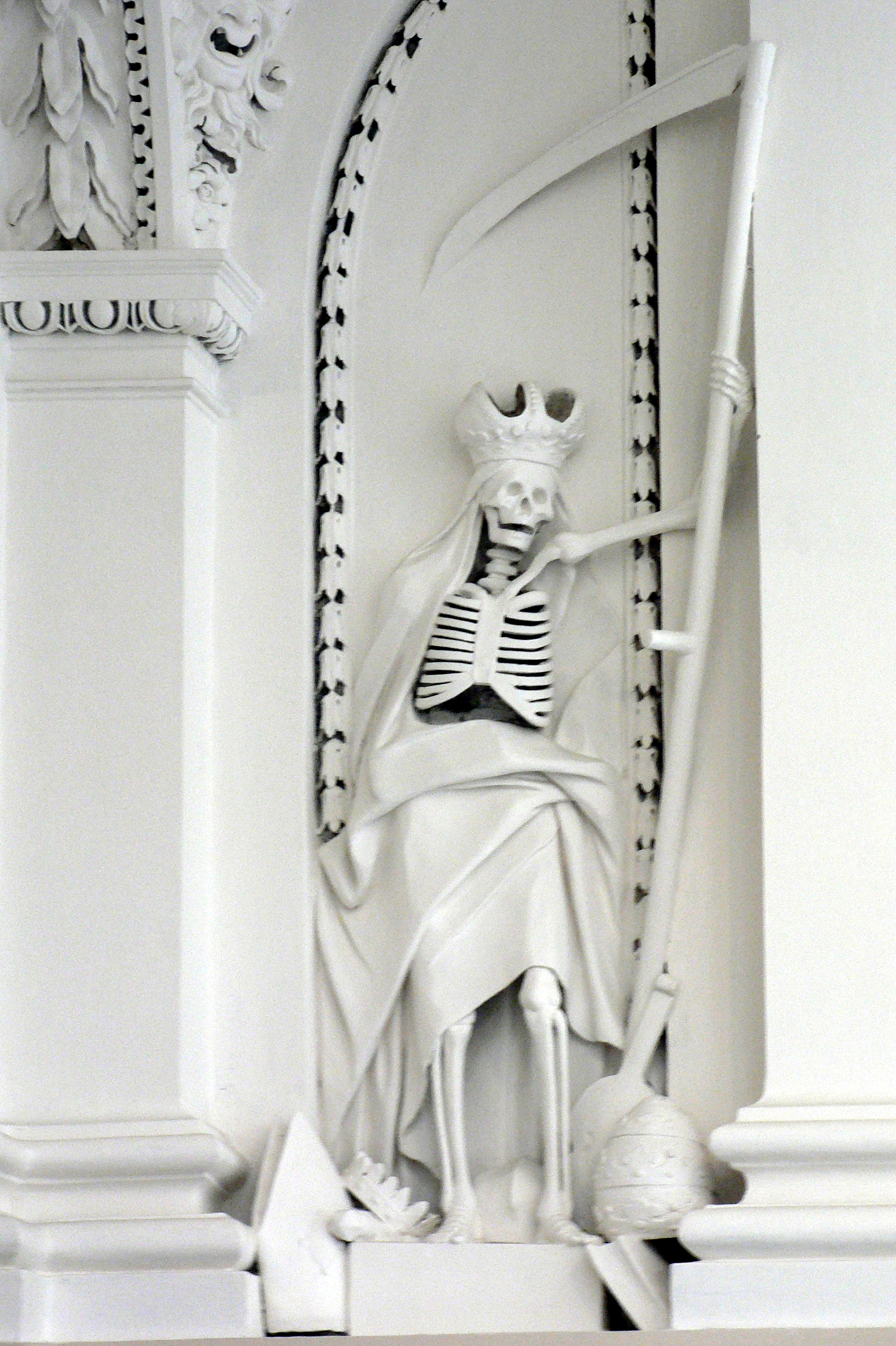
Аллегория смерти

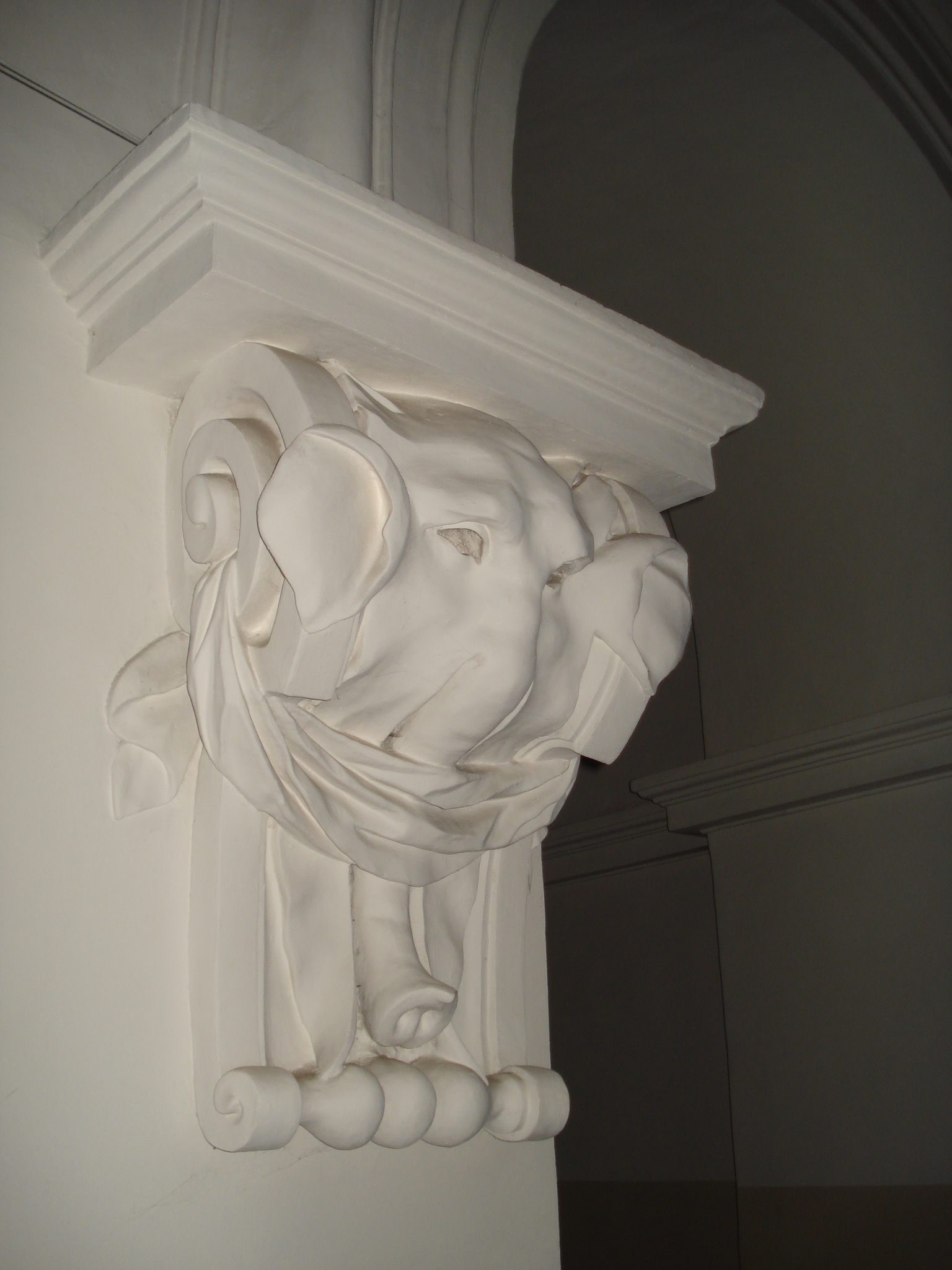
Слон

В костёле девять алтарей; главный — во имя святых апостолов Петра и Павла (остальные — Иисуса Антокольского, Святого Франциска Ассизского, Девы Марии, Пяти Ран Иисуса и алтари в четырёх часовнях). Главным достоинством костёла является гармонично решённое внутреннее пространство с множеством высокохудожественных скульптурных украшений на сводах пресбитерия, в куполе, в центральном нефе, в капеллах Святого Августина, Женщин, Святой Урсулы, Рыцарей. По своему художественному совершенству и богатству барочных форм интерьер не имеет себе равных в Литве и Польше. Останавливавшийся в Вильне в апреле 1862 года проездом в Германию русский драматург А. Н. Островский в своих дорожных записках отмечал:

Снаружи костёл не представляет ничего особенного; но внутри стены и купол унизаны лепными работами в таком количестве, что едва ли где-нибудь ещё можно найти подобную роскошь.

Фигурных композиций, горельефов и статуй, изображающих библейские, исторические, мифологические и аллегорические персонажи, фантастические демонические существа, растения и животные, насчитывается более двух тысяч. На куполе костёла изображён Господь, взирающий сверху на всё это. Человеческие фигуры представляют сцены из Нового Завета и самые важные события истории Литвы. Скульптуры и лепные украшения выполнены из белого стука (стукко, иначе стюк). Справа от входа стоит скульптурная аллегория смерти — человеческий остов с косой, слева — фигура покровителя Вильнюса святого Христофора. Арка часовни Святого Августина украшена двумя барельефами, изображающими головы слонов, что должно напоминать об Африке, где подвизался отец Церкви.
Основные лепные украшения (стукковые рельефы) выполнены итальянскими скульпторами Джованни Пьетро Перти (Перетти) и Джовани Мариа Галли и мастером из Вильны Мацеем Жилевичем (М. Жилявичюс) в 1677—1685 годах.
Работы по лепным украшениям продолжались и позднее, другими мастерами, до 1704 года. Автором фресок центрального нефа и сакристии, как полагают, является итальянский живописец К. М. П. Паллони, по другим сведениям автор фресок и картин — Мартино Альтомонте из Рима при вероятном участии Паллони.
Главный алтарь, выполненный скульпторами А. С. Капони и Пенсом в 1700—1701 годах, был продан в конце XVIII века и увезён в костёл местечка Бочки (Польша). Нынешний алтарь создан в начале XX века. Слева от него находится алтарь Иисуса Антокольского с деревянной скульптурой Христа (XVII век; автор неизвестен) с париком из натуральных волос, привезённая в 1700 году из Рима как дар папы римского. Скульптура перенесена сюда из костёла Господа Иисуса (тринитариев) в 1864 году. Она выделяется особой экспрессивностью и моделировкой и, как считается, обладает чудотворной силой.
В пресбитерии помещена картина Франциска Смуглевича «Прощание свв. Петра и Павла» (1804) и четыре скульптуры Казимира Ельского.

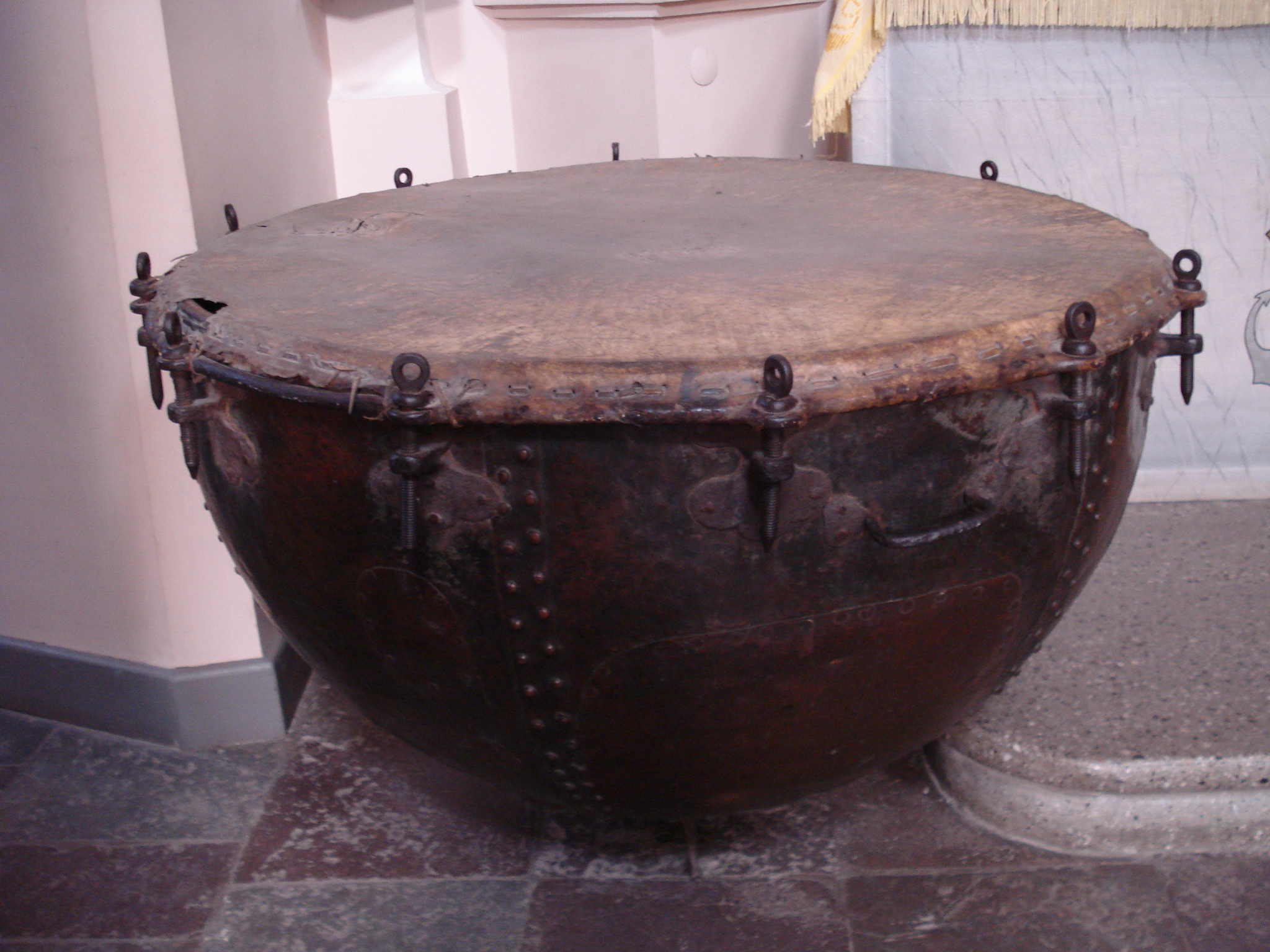
Одна из литавр

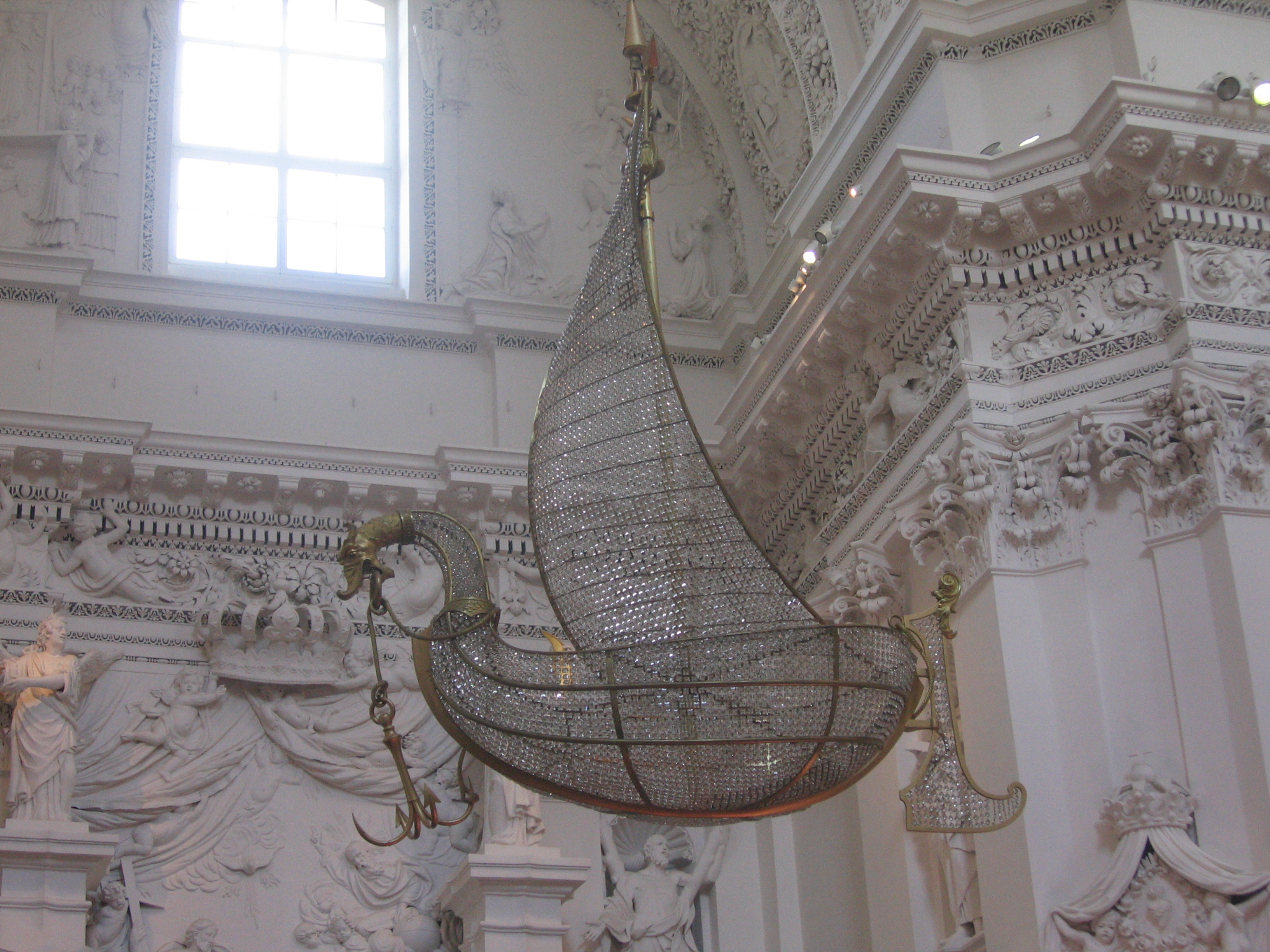
Люстра

В начале XIX века проведена частичная реставрация декора, в ходе которой были заменены картины в алтарях капелл Женщин и Рыцарей. В центральном нефе был установлен амвон в форме лодки в стиле рококо.
Возле алтаря Девы Марии находится большая (172 Х 237 см) картина, изображающая ужасы эпидемии чумы, свирепствовавшей в Вильно в 1710 году, и защищающую жителей города от заразы деву Марию Милосердную (написана масляными красками по дереву в 1761 году, поновлялась в 1856, 1903 и 1957 годах; утратив первоначальный вид, картина интересна скорее как документ истории города, нежели произведение искусства).
Для освещения костёла служит необычная люстра в форме корабля, созданная мастерами Латвии в 1905 году. В XIX—XX веках у входа в костёл стояли две литавры, как утверждается в путеводителях по Вильнюсу А. Г. Киркора, А. А. Виноградова, Ф. Н. Добрянского и других авторов, турецкие, отнятые Пацом в битве под Хотином при Сигизмунде III (1621).. Сейчас они перемещены в капеллу Святого Августина в левом нефе храма.